# 自衛隊旭川地方協力本部
自衛隊旭川地方協力本部（じえいたいあさひかわちほうきょうりょくほんぶ、Asahikawa Provincial Cooperation Office）は、北海道旭川市春光町無番地に所在する、自衛隊地方協力本部のひとつ。陸・海・空自衛隊共同の機関だが、通常は陸上自衛隊の北部方面総監の指揮監督下にある。管轄する地域における防衛省・自衛隊の総合窓口としてオホーツク総合振興局と空知総合振興局の一部、上川総合振興局、留萌振興局、宗谷総合振興局管内で活動する。

## 沿革
- 1956年（昭和31年）8月1日 - 自衛隊旭川地方連絡部が編成される[2]。
- 2006年（平成18年）7月31日 - 自衛隊旭川地方協力本部に改編される。
- 2023年（令和05年）4月1日 - 南・北地区隊を統合し、旭川地区隊を新編[3]。

## 出先機関
- 旭川地区隊　担当地区：旭川市、東神楽町、東川町、深川市、沼田町、秩父別町、妹背牛町、北竜町、雨竜町、幌加内町、鷹栖町、比布町、当麻町、愛別町、上川町
- 名寄出張所　担当地区：名寄市、士別市、和寒町、剣淵町、下川町、美深町、音威子府村
- 稚内地域事務所　担当地区：稚内市、豊富町、猿払村、利尻町、利尻富士町、礼文町、天塩町、幌延町、遠別町
- 留萌地域事務所　担当地区：留萌市、増毛町、小平町、苫前町、羽幌町、初山別村
- 紋別地域事務所　担当地区：紋別市、興部町、雄武町、滝上町、西興部村
- 上富良野地域事務所　担当地区：富良野市、美瑛町、上富良野町、中富良野町、南富良野町、占冠村
- 遠軽地域事務所　担当地区：遠軽町、湧別町、佐呂間町
- 枝幸地域事務所　担当地区：枝幸町、浜頓別町、中頓別町

## 主要幹部
| 官職名                   | 階級    | 氏名   | 補職発令日     | 前職                           |
| ------------------------ | ------- | ------ | -------------- | ------------------------------ |
| 自衛隊旭川地方協力本部長 | 1等陸佐 | 中尾圭 | 2023年12月22日 | 訓練評価支援隊評価分析支援科長 |

| 代 | 階級    | 氏名       | 在職期間                                                    | 出身校・期              | 前職                                                | 後職                                                                 |
| -- | ------- | ---------- | ----------------------------------------------------------- | ----------------------- | --------------------------------------------------- | -------------------------------------------------------------------- |
| 01 | 2等陸佐 | 青山勤壽   | 1956年08月01日 - 1958年07月31日                             | 東北帝国大学 昭和13年卒 | 第2管区総監部補給課長                               | 第9混成団本部付                                                      |
| 02 | 1等陸佐 | 太田孝     | 1958年08月01日 - 1959年11月04日                             | 京都帝国大学 昭和10年卒 | 北部方面総監部会計課長                              | 第3管区総監部付 →1960年1月14日 陸上自衛隊会計監査隊 中部方面分遣隊長 |
| 03 | 2等陸佐 | 常岡昇     | 1959年11月05日 - 1962年07月31日 ※1961年07月01日 1等陸佐昇任 | 陸士46期                | 第9普通科連隊副連隊長 （2等陸佐）                   | 第1教育団副団長                                                      |
| 04 | 2等陸佐 | 梶原守光   | 1962年08月01日 - 1964年03月15日 ※1963年07月01日 1等陸佐昇任 | 陸士53期                | 陸上自衛隊施設学校 （2等陸佐）                      | 陸上幕僚監部第1部広報班長                                            |
| 05 | 1等陸佐 | 安本久     | 1964年03月16日 - 1966年07月15日                             | 陸士50期・ 陸大57期     | 陸上自衛隊調査学校情報教育課長                      | 第34普通科連隊長 兼 板妻駐とん地司令                                 |
| 06 | 1等陸佐 | 高橋健     | 1966年07月16日 - 1967年07月16日                             | 陸士54期                | 陸上幕僚監部付                                      | 北部方面総監部第1部長                                                |
| 07 | 1等陸佐 | 馬場良雄   | 1967年07月17日 - 1969年07月15日                             | 陸経6期                 | 陸上幕僚監部付                                      | 陸上幕僚監部監理部管理班長                                           |
| 08 | 2等陸佐 | 泉清二     | 1969年07月16日 - 1971年03月15日 ※1970年07月01日 1等陸佐昇任 | 専修大学                | 第11師団司令部第1部長 （2等陸佐）                   | 北部方面総監部募集課長                                               |
| 09 | 1等陸佐 | 池上昭男   | 1971年03月16日 - 1973年03月15日                             | 陸航士59期              | 陸上自衛隊幹部学校付                                | 陸上幕僚監部総務課庶務班長                                           |
| 10 | 1等陸佐 | 大庭進     | 1973年03月16日 - 1975年07月15日                             | 陸士57期                | 旭川駐とん地業務隊長                                | 北部方面総監部総務課勤務                                             |
| 11 | 1等陸佐 | 大塚瑞夫   | 1975年07月16日 - 1977年03月15日                             | 早稲田大学 昭和29年卒   | 陸上幕僚監部付                                      | 陸上幕僚監部第3部防衛班長                                            |
| 12 | 1等陸佐 | 中島研司   | 1977年03月16日 - 1979年03月15日                             | 日本大学                | 中央監察隊勤務                                      | 西部方面総監部人事部募集課長                                         |
| 13 | 1等陸佐 | 安宍文夫   | 1979年03月16日 - 1981年03月15日                             | 明治大学 昭和29年卒     | 旭川駐とん地業務隊長                                | 北部方面総監部総務部長                                               |
| 14 | 1等陸佐 | 三上武三   | 1981年03月16日 - 1982年08月01日                             | 早稲田大学 昭和30年卒   | 第104教育大隊長                                     | 北部方面総監部人事部募集課長                                         |
| 15 | 1等陸佐 | 佐々木直   | 1982年08月02日 - 1985年03月15日                             | 防大1期                 | 第10普通科連隊長 兼 滝川駐屯地司令                  | 北部方面総監部総務部長                                               |
| 16 | 1等陸佐 | 後藤明敏   | 1985年03月16日 - 1987年03月31日                             | 防大2期                 | 陸上自衛隊富士学校学校教官                          | 陸上自衛隊幹部学校主任教官                                           |
| 17 | 1等陸佐 | 小池忠男   | 1987年04月01日 - 1989年03月31日                             | 中央大学 昭和32年卒     | 陸上自衛隊幹部学校研究員                            | 退職（陸将補昇任）                                                   |
| 18 | 1等陸佐 | 齊藤信     | 1989年04月01日 - 1991年03月15日                             | 防大5期                 | 陸上幕僚監部装備部通信電子課長                      | 陸上自衛隊関西地区補給処副処長                                       |
| 19 | 1等陸佐 | 山岸征洋   | 1991年03月16日 - 1993年03月23日                             | 防大9期                 | 第26普通科連隊長 兼 留萌駐屯地司令                  | 陸上幕僚監部人事部募集課長                                           |
| 20 | 1等陸佐 | 稲垣徳行   | 1993年03月24日 - 1995年06月29日                             | 防大14期                | 陸上幕僚監部人事部厚生課給与室長                    | 陸上幕僚監部人事部募集課長                                           |
| 21 | 1等陸佐 | 戸高喜一朗 | 1995年06月30日 - 1997年07月31日                             | 防大10期                | 青森駐屯地業務隊長                                  | 陸上自衛隊業務学校副校長 兼 企画室長                                 |
| 22 | 1等陸佐 | 蜂須賀守   | 1997年08月01日 - 1999年07月31日                             | 防大14期                | 陸上幕僚監部装備部輸送課長                          | 陸上自衛隊幹部学校主任研究開発官                                     |
| 23 | 1等陸佐 | 伊藤粂男   | 1999年08月01日 - 2001年03月31日                             | 防大15期                | 第21普通科連隊長 兼 秋田駐屯地司令                  | 第1空挺団副団長                                                      |
| 24 | 1等陸佐 | 平野隆之   | 2001年04月01日 - 2002年12月01日                             | 防大20期                | 情報本部勤務                                        | 東部方面航空隊長 兼 立川駐屯地司令                                   |
| 25 | 1等陸佐 | 古本和彦   | 2002年12月02日 - 2004年08月29日                             | 防大20期                | 西部方面航空隊長 兼 高遊原分屯地司令                | 防衛研究所主任研究官                                                 |
| 26 | 1等陸佐 | 小森宏     | 2004年08月30日 - 2006年12月05日                             | 防大22期                | 第9施設群長                                         | 陸上自衛隊関東補給処古河支処長                                       |
| 27 | 1等陸佐 | 山田伊智郎 | 2006年12月06日 - 2008年03月25日                             | 防大26期                | 統合幕僚監部運用部運用第2課 国際協力室長            | 陸上自衛隊研究本部主任研究開発官                                     |
| 28 | 1等陸佐 | 川原光雄   | 2008年03月26日 - 2010年07月31日                             | 防大25期                | 陸上自衛隊研究本部主任研究開発官                    | 北部方面総監部監察官                                                 |
| 29 | 1等陸佐 | 豊田和男   | 2010年08月01日 - 2012年07月31日                             | 中央大学 昭和61年卒     | 統合幕僚監部総括副報道官                            | 伊丹駐屯地業務隊長                                                   |
| 30 | 1等陸佐 | 児玉巌     | 2012年08月01日 - 2014年07月31日                             | 防大30期                | 中部方面通信群長                                    | 情報本部                                                             |
| 31 | 1等陸佐 | 川嶋幾夫   | 2014年08月01日 - 2016年03月22日                             | 防大31期                | 第2施設群長                                         | 陸上自衛隊研究本部主任研究開発官                                     |
| 32 | 1等陸佐 | 阿部仁一   | 2016年03月23日 - 2018年03月22日                             | 防大32期                | 陸上自衛隊幹部学校主任教官                          | 中部方面総監部監察官                                                 |
| 33 | 1等陸佐 | 山﨑誠一   | 2018年03月23日 - 2020年03月15日                             | 防大35期                | 陸上幕僚監部人事教育部 厚生課給与室長               | 陸上自衛隊教育訓練研究本部 教育部総括室長                            |
| 34 | 1等陸佐 | 二瓶惠司   | 2020年03月16日 - 2022年03月13日                             | 防大36期                | 陸上幕僚監部人事教育部 人事教育計画課予備自衛官室長 | 北部方面総監部監察官                                                 |
| 35 | 1等陸佐 | 高田博文   | 2022年03月14日 - 2023年12月21日                             | 防大35期                | 第6師団司令部監察官                                 | 陸上自衛隊教育訓練研究本部 企画調整官                                |
| 36 | 1等陸佐 | 中尾圭     | 2023年12月22日 -                                            | 防大39期                | 訓練評価支援隊評価分析支援科長                      |                                                                      |